# Relações de Maxwell
As relações de Maxwell são um conjunto de equações em termodinâmica que são produzidas a partir da simetria das segundas derivadas e das definições dos potenciais termodinâmicos. Essas relações são nomeadas em homenagem ao físico do século XIX James Clerk Maxwell.

## Equações
A estrutura das relações de Maxwell é caracterizada pela igualdade entre as segundas derivadas de funções contínuas. Segue-se diretamente a partir do fato de que a ordem de diferenciação de uma função analítica de duas variáveis é irrelevante (teorema de Schwarz). No caso das relações de Maxwell, se a função Φ considerada é um potencial termodinâmico e {\displaystyle x_{i}} e {\displaystyle x_{j}} são duas variáveis naturais diferentes para esse potencial, escreve-se (pelo teorema de Clairaut-Schwarz):
{\displaystyle {\frac {\partial }{\partial x_{j}}}\left({\frac {\partial \Phi }{\partial x_{i}}}\right)={\frac {\partial }{\partial x_{i}}}\left({\frac {\partial \Phi }{\partial x_{j}}}\right)},
onde as derivadas parciais são tomadas com todas as outras variáveis naturais mantidas constante. Observa-se que, para cada potencial termodinâmico, existem n(n-1)/2 possíveis relações Maxwell, onde n é o número de variáveis naturais para esse potencial.

## As quatro relações mais comuns
As quatro relações de Maxwell mais comuns são as igualdades das segundas derivadas de cada um dos quatro potenciais termodinâmicos, com respeito a sua variável térmica natural (temperatura T ou entropia S) e a sua variável mecânica natural (pressão p ou volume V). Aqui resumimos:
Para a energia livre de Helmholtz:
{\displaystyle F=F(V,T)\rightarrow \left({\frac {\partial S}{\partial V}}\right)_{T}=\left({\frac {\partial p}{\partial T}}\right)_{V}};
Para a entalpia:
{\displaystyle H=H(S,p)\Rightarrow \left({\frac {\partial T}{\partial p}}\right)_{S}=\left({\frac {\partial V}{\partial S}}\right)_{p}};
Para a energia livre de Gibbs:
{\displaystyle G=G(T,p)\Rightarrow \left({\frac {\partial S}{\partial p}}\right)_{T}=-\left({\frac {\partial V}{\partial T}}\right)_{p}};
E para a energia interna:
{\displaystyle U=U(S,V)\Rightarrow \left({\frac {\partial T}{\partial V}}\right)_{S}=-\left({\frac {\partial p}{\partial S}}\right)_{V}}.
Os quadrados termodinâmicos (de Born) podem ser usados como um mnemônico para recordar e derivar essas relações. A utilidade das relações de Maxwell está nas quantificação de variações de entropia, que não são diretamente mensuráveis, em termos de quantidades mensuráveis como temperatura, volume e pressão.

### Derivação
As relações de Maxwell são baseadas em regras simples de diferenciação parcial, em particular o diferencial total de uma função e a simetria para avaliação de derivadas parciais de segunda ordem.
| Derivação |
| --- |
| A derivação de uma relação de Maxwell pode ser deduzida a partir das formas diferenciais dos potenciais termodinâmicos: Derivação da relação de Maxwell para a energia interna A forma diferencial da energia interna U é {\displaystyle {\begin{aligned}dU&=&TdS-PdV\\\end{aligned}}\,\!} Essa equação de assemelha à derivada total da forma {\displaystyle dz=\left({\frac {\partial z}{\partial x}}\right)_{y}\!dx+\left({\frac {\partial z}{\partial y}}\right)_{x}\!dy} Pode-se mostrar que para qualquer equação da forma {\displaystyle dz=Mdx+Ndy\,} vale que {\displaystyle M=\left({\frac {\partial z}{\partial x}}\right)_{y},\quad N=\left({\frac {\partial z}{\partial y}}\right)_{x}} Considerando a equação dU=TdS-PdV. É imediato a partir disso que {\displaystyle T=\left({\frac {\partial U}{\partial S}}\right)_{V},\quad -P=\left({\frac {\partial U}{\partial V}}\right)_{S}} Como é sabido que, para funções com segundas derivadas contínuas, as derivadas parciais mistas são idênticas (simetria das segundas derivadas, isso é, que {\displaystyle {\frac {\partial }{\partial y}}\left({\frac {\partial z}{\partial x}}\right)_{y}={\frac {\partial }{\partial x}}\left({\frac {\partial z}{\partial y}}\right)_{x}={\frac {\partial ^{2}z}{\partial y\partial x}}={\frac {\partial ^{2}z}{\partial x\partial y}}} portanto conclui-se que {\displaystyle {\frac {\partial }{\partial V}}\left({\frac {\partial U}{\partial S}}\right)_{V}={\frac {\partial }{\partial S}}\left({\frac {\partial U}{\partial V}}\right)_{S}} e, a partir disso {\displaystyle \left({\frac {\partial T}{\partial V}}\right)_{S}=-\left({\frac {\partial P}{\partial S}}\right)_{V}} Derivação da relação de Maxwell para a energia livre de Helmholtz A forma diferencial da energia livre de Helmholtz é {\displaystyle {\begin{aligned}dF&=&-SdT-PdV\\\end{aligned}}\,\!} {\displaystyle -S=\left({\frac {\partial F}{\partial T}}\right)_{V},\quad -P=\left({\frac {\partial F}{\partial V}}\right)_{T}} Pela simetria das segundas derivadas {\displaystyle {\frac {\partial }{\partial V}}\left({\frac {\partial F}{\partial T}}\right)_{V}={\frac {\partial }{\partial T}}\left({\frac {\partial F}{\partial V}}\right)_{T}} e, portanto {\displaystyle \left({\frac {\partial S}{\partial V}}\right)_{T}=\left({\frac {\partial P}{\partial T}}\right)_{V}} As outras duas relações de Maxwell podem ser derivadas semelhantemente a partir da forma diferencial da entalpia {\displaystyle {\begin{aligned}dH&=&TdS+VdP\\\end{aligned}}\,\!} e da forma diferencial da energia livre de Gibbs {\displaystyle {\begin{aligned}dG&=&VdP-SdT\\\end{aligned}}\,\!} |
| Derivação estendida |
| --- |
| Combinando-se a primeira e a segunda lei da termodinâmica {\displaystyle TdS=dU+PdV} (Eq.1) U, S e V são funções de estado Seja {\displaystyle S=S(x,y)} {\displaystyle U=U(x,y)} {\displaystyle V=V(x,y)} {\displaystyle dS=\left({\frac {\partial S}{\partial x}}\right)_{y}\!dx+\left({\frac {\partial S}{\partial y}}\right)_{x}\!dy} {\displaystyle dU=\left({\frac {\partial U}{\partial x}}\right)_{y}\!dx+\left({\frac {\partial U}{\partial y}}\right)_{x}\!dy} {\displaystyle dV=\left({\frac {\partial V}{\partial x}}\right)_{y}\!dx+\left({\frac {\partial V}{\partial y}}\right)_{x}\!dy} Substituindo-os na Eq.1 {\displaystyle T\left({\frac {\partial S}{\partial x}}\right)_{y}\!dx+T\left({\frac {\partial S}{\partial y}}\right)_{x}\!dy=\left({\frac {\partial U}{\partial x}}\right)_{y}\!dx+\left({\frac {\partial U}{\partial y}}\right)_{x}\!dy+P\left({\frac {\partial V}{\partial x}}\right)_{y}\!dx+P\left({\frac {\partial V}{\partial y}}\right)_{x}\!dy} que também pode ser escrito como {\displaystyle \left({\frac {\partial U}{\partial x}}\right)_{y}\!dx+\left({\frac {\partial U}{\partial y}}\right)_{x}\!dy=T\left({\frac {\partial S}{\partial x}}\right)_{y}\!dx+T\left({\frac {\partial S}{\partial y}}\right)_{x}\!dy-P\left({\frac {\partial V}{\partial x}}\right)_{y}\!dx-P\left({\frac {\partial V}{\partial y}}\right)_{x}\!dy} comparando os coeficientes de dx e dy, respectivamente {\displaystyle \left({\frac {\partial U}{\partial x}}\right)_{y}=T\left({\frac {\partial S}{\partial x}}\right)_{y}-P\left({\frac {\partial V}{\partial x}}\right)_{y}} {\displaystyle \left({\frac {\partial U}{\partial y}}\right)_{x}=T\left({\frac {\partial S}{\partial y}}\right)_{x}-P\left({\frac {\partial V}{\partial y}}\right)_{x}} diferenciando as equações acima em y e x, respectivamente {\displaystyle \left({\frac {\partial ^{2}U}{\partial y\partial x}}\right)=\left({\frac {\partial T}{\partial y}}\right)_{x}\left({\frac {\partial S}{\partial x}}\right)_{y}+T\left({\frac {\partial ^{2}S}{\partial y\partial x}}\right)-\left({\frac {\partial P}{\partial y}}\right)_{x}\left({\frac {\partial V}{\partial x}}\right)_{y}-P\left({\frac {\partial ^{2}V}{\partial y\partial x}}\right)} (Eq.2) e {\displaystyle \left({\frac {\partial ^{2}U}{\partial x\partial y}}\right)=\left({\frac {\partial T}{\partial x}}\right)_{y}\left({\frac {\partial S}{\partial y}}\right)_{x}+T\left({\frac {\partial ^{2}S}{\partial x\partial y}}\right)-\left({\frac {\partial P}{\partial x}}\right)_{y}\left({\frac {\partial V}{\partial y}}\right)_{x}-P\left({\frac {\partial ^{2}V}{\partial x\partial y}}\right)} (Eq.3) U, S e V são diferenciais exatas, portanto {\displaystyle \left({\frac {\partial ^{2}U}{\partial y\partial x}}\right)=\left({\frac {\partial ^{2}U}{\partial x\partial y}}\right)} {\displaystyle \left({\frac {\partial ^{2}S}{\partial y\partial x}}\right)=\left({\frac {\partial ^{2}S}{\partial x\partial y}}\right)} {\displaystyle \left({\frac {\partial ^{2}V}{\partial y\partial x}}\right)=\left({\frac {\partial ^{2}V}{\partial x\partial y}}\right)} Igualando (Eq.2) e (Eq.3) {\displaystyle \left({\frac {\partial T}{\partial y}}\right)_{x}\left({\frac {\partial S}{\partial x}}\right)_{y}-\left({\frac {\partial P}{\partial y}}\right)_{x}\left({\frac {\partial V}{\partial x}}\right)_{y}=\left({\frac {\partial T}{\partial x}}\right)_{y}\left({\frac {\partial S}{\partial y}}\right)_{x}-\left({\frac {\partial P}{\partial x}}\right)_{y}\left({\frac {\partial V}{\partial y}}\right)_{x}} Nota: A equação acima é chamada de expressão geral da relação termodinâmica de Maxwell. Primeira relação de Maxwell Seja x=S e y=V {\displaystyle \left({\frac {\partial T}{\partial V}}\right)_{S}=-\left({\frac {\partial P}{\partial S}}\right)_{V}} Segunda relação de Maxwell Seja x=T e y=V {\displaystyle \left({\frac {\partial S}{\partial V}}\right)_{T}=\left({\frac {\partial P}{\partial T}}\right)_{V}} Terceira relação de Maxwell Seja x=S e y=P {\displaystyle \left({\frac {\partial T}{\partial P}}\right)_{S}=\left({\frac {\partial V}{\partial S}}\right)_{P}} Quarta relação de Maxwell Seja x=T e y=P {\displaystyle \left({\frac {\partial S}{\partial P}}\right)_{T}=-\left({\frac {\partial V}{\partial T}}\right)_{P}} Quinta relação de Maxwell Seja x=P e y=V {\displaystyle \left({\frac {\partial T}{\partial P}}\right)_{V}\left({\frac {\partial S}{\partial V}}\right)_{P}}{\displaystyle -\left({\frac {\partial T}{\partial V}}\right)_{P}\left({\frac {\partial S}{\partial P}}\right)_{V}} = 1 Sexta relação de Maxwell Seja x=T e y=S {\displaystyle \left({\frac {\partial P}{\partial T}}\right)_{S}\left({\frac {\partial V}{\partial S}}\right)_{T}-\left({\frac {\partial P}{\partial S}}\right)_{T}\left({\frac {\partial V}{\partial T}}\right)_{S}} = 1 |

## Relações de Maxwell gerais
O alistamento acima não encerra todas as relações de Maxwell. Quando outros termos de trabalho envolvendo outras variáveis naturais, além do volume, são considerados ou quando o número de partículas é incluído como uma variável natural, outras relações de Maxwell se tornam aparentes. Por exemplo, se tivermos um gás de um único componente cujo número de partículas N é também uma variável natural, então a relação de Maxwell para a entalpia no que diz respeito à pressão e ao número de partículas seria
{\displaystyle \left({\frac {\partial \mu }{\partial p}}\right)_{S,N}=\left({\frac {\partial V}{\partial N}}\right)_{S,p}},
em que {\displaystyle \mu } é o potencial químico. No que diz respeito à entropia e ao número de partículas seria
{\displaystyle \left({\frac {\partial \mu }{\partial S}}\right)_{p,N}=\left({\frac {\partial T}{\partial N}}\right)_{p,S}}.
Assim, para  H=H(S,p,N) temos n=3 variáveis e n(n-1)/2=3 relações de Maxwell.

## Outros potenciais
Existem outros potenciais termodinâmicos além dos quatro que foram alistados, e cada um destes potenciais irá produzir um conjunto de relações de Maxwell. Por exemplo, podemos citar o grande potencial termodinâmico, {\displaystyle \Phi =\Phi (T,V,\mu )}, que vem a ser muito importante no contexto de Ensembles estatísticos para tratar sistemas com número de partículas variável.